# Golden Gate Capital
Golden Gate Capital är ett amerikanskt risk- och venturekapitalbolag som investerar i företag inom branscherna för företagsservice, halvledare, industri, informationsteknik, konsumtionsvaror och teknologi. De förvaltar ett kapital på omkring $15 miljarder för år 2018.
Företaget grundades 2000 av tidigare anställda hos investmentbolaget Bain Capital och management consultingföretaget Bain & Company.
De har sitt huvudkontor i skyskrapan One Embarcadero Center i San Francisco i Kalifornien.